# Сан-Жозе-ду-Пову
Сан-Жозе-ду-Пову (порт. São José do Povo)  —  муниципалитет в Бразилии, входит в штат Мату-Гросу. Составная часть мезорегиона Юго-восток штата Мату-Гроссу. Входит в экономико-статистический  микрорегион Рондонополис. Население составляет 3139 человек на 2006 год. Занимает площадь 444,106 км². Плотность населения - 7,1 чел./км².

## Статистика
- Валовой внутренний продукт на 2003 составляет 13.787.935,00 реалов (данные: Бразильский институт географии и статистики).
- Валовой внутренний продукт на душу населения на 2003 составляет 4.446,29 реалов (данные: Бразильский институт географии и статистики).
- Индекс развития человеческого потенциала на 2000 составляет 0,699 (данные: Программа развития ООН).